# نيكولاس ميلتون
نيكولاس ميلتون (بالإنجليزية: Nicholas Milton)‏ هو موزع أسترالي، ولد في 1967.

## وصلات خارجية
- نيكولاس ميلتون على موقع ميوزك برينز (الإنجليزية)
- نيكولاس ميلتون على موقع ديسكوغز (الإنجليزية)